# Daniel Natea
Daniel Natea (* 21. dubna 1992 Sibiň, Rumunsko) je rumunský zápasník – judista a sambista.

## Sportovní kariéra
S judem začínal ve 12 letech v rodné Sibini pod vedením Ionela Chioveanu. Od roku 2013 se připravuje v Trhovišti v klubu Valleriana pod vedením Iuliana Crăciuna. S výškou okolo 2 m a váhou přes 150 kg patří mezi nejmohutnější těžké váhy v Evropě. Mezi širší světovou špičkou se pohybuje od roku 2014. V roce 2016 se přímo kvalifikoval na olympijské hry v Riu, ale nezvládl roli černého koně turnaje. Ve druhém kole poměrně snadno podlehl na ippon-wazari Uzbeku Abdullo Tangrievovi.
V červnu 2019 ho mezinárodní judistická federace po dřívějším upozornění za opakované starty v jiných úpolových sportech (sambo, grappling) potrestala dvouletým zákazem startu.

### Vítězství
- 2014 - 1x světový pohár (Abú Zabí)
- 2016 - 1x světový pohár (Praha), turnaj mistrů (Guadalajara)

## Výsledky
| Olympijské hry     | —   |   |     |     | —   |     |     |     | úč. |     |     |  |  |  |  |  |  |  |  |  |  |  |  |  |  |  |  |
| Mistrovství světa  |     | — | —   | —   |     | —   | úč. | úč. |     | úč. | úč. |  |  |  |  |  |  |  |  |  |  |  |  |  |  |  |  |
| Evropské hry       |     |   |     |     |     |     |     | úč. |     |     |     |  |  |  |  |  |  |  |  |  |  |  |  |  |  |  |  |
| Mistrovství Evropy | —   | — | —   | —   | —   | úč. | úč. | úč. | 3.  | úč. | —   |  |  |  |  |  |  |  |  |  |  |  |  |  |  |  |  |
| ME do 23 let       | —   | — | —   | —   | úč. | 3.  | 3.  |     |     |     |     |  |  |  |  |  |  |  |  |  |  |  |  |  |  |  |  |
| MS juniorů         | —   | — | úč. | 5.  |     |     |     |     |     |     |     |  |  |  |  |  |  |  |  |  |  |  |  |  |  |  |  |
| ME juniorů         | —   | — | 5.  | úč. |     |     |     |     |     |     |     |  |  |  |  |  |  |  |  |  |  |  |  |  |  |  |  |
| ME dorostenců      | úč. |   |     |     |     |     |     |     |     |     |     |  |  |  |  |  |  |  |  |  |  |  |  |  |  |  |  |